# 沃勒蒙斯洛
沃勒蒙斯洛（法語：Vaux-le-Moncelot，法語發音：[vo lə mɔ̃slo]）是法国上索恩省的一个市镇，属于沃苏勒区。

## 地理
沃勒蒙斯洛（47°28'21"N, 5°54'5"E）面积7.04 平方千米，位于法国勃艮第-弗朗什-孔泰大區上索恩省，该省份为法国东部内陆省份，北起顺时针与孚日省、贝尔福地区省、杜省、汝拉省、科多尔省和上马恩省接壤。
与沃勒蒙斯洛接壤的市镇（或旧市镇、城区）包括：莱巴蒂、弗拉讷堡。

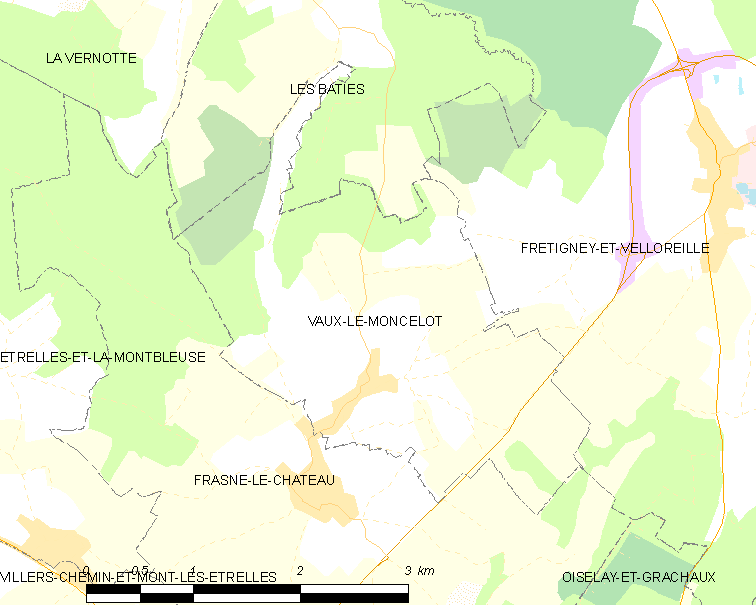
沃勒蒙斯洛的OSM定位图

沃勒蒙斯洛的时区为UTC+01:00、UTC+02:00（夏令时）。

## 行政
沃勒蒙斯洛的邮政编码为70700，INSEE市镇编码为70527。

## 政治
沃勒蒙斯洛所属的省级选区为索恩河畔塞和圣阿尔班县。

## 人口

1962-2008年间沃勒蒙斯洛人口变化图示

沃勒蒙斯洛于2022年1月1日时的人口数量为78人。